# Relaciones Andorra-Estados Unidos
Las relaciones Andorra-Estados Unidos son las relaciones diplomáticas entre Andorra y Estados Unidos. 

## Historia

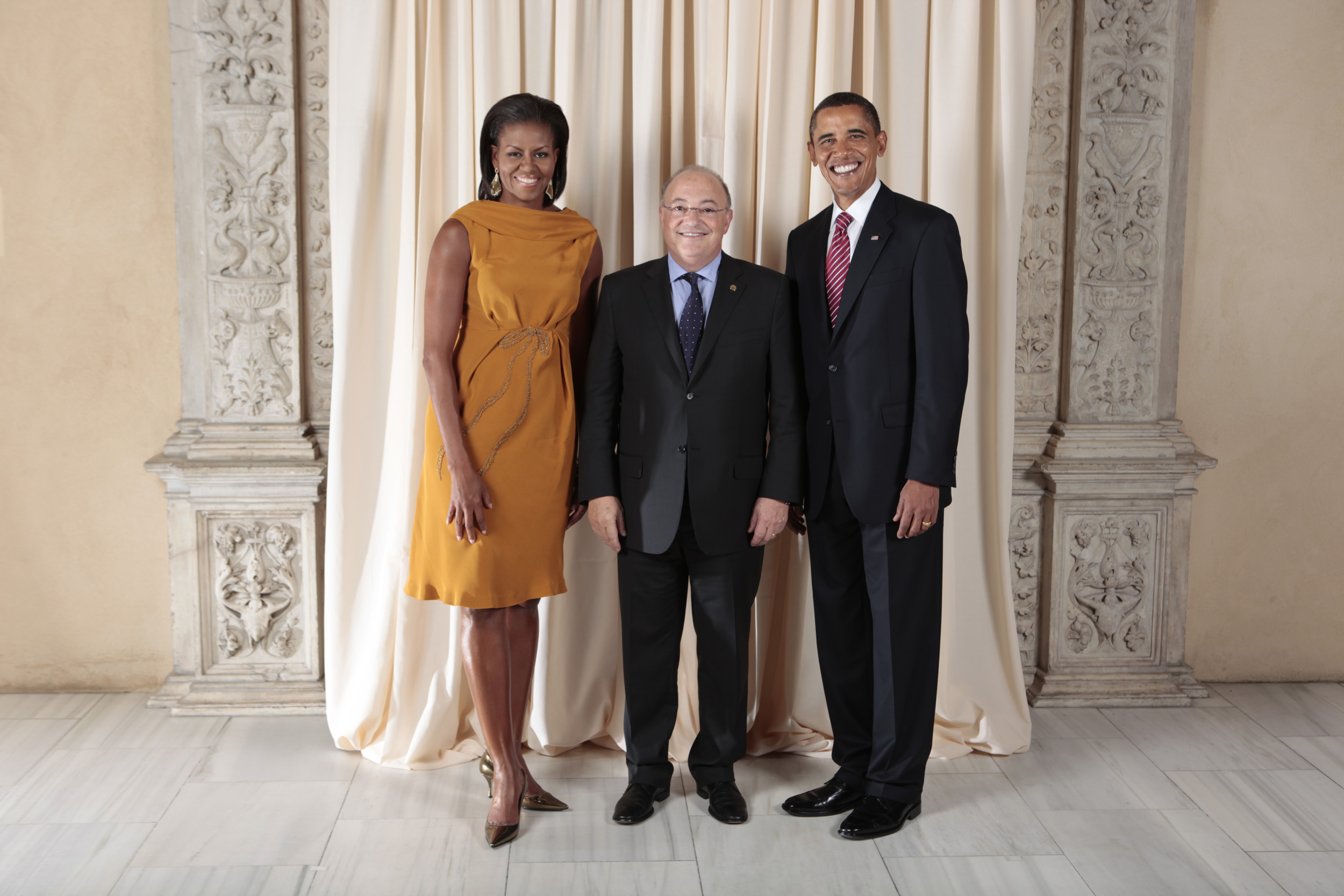
El ministro de Asuntos Exteriores de Andorra, Xavier Espot Miró, con el presidente Barack Obama; 2009.

Andorra y los Estados Unidos disfrutan de relaciones amistosas. Las relaciones diplomáticas entre ambas naciones se establecieron el 21 de febrero de 1995 después de que Andorra adoptara una constitución estableciéndose como una democracia parlamentaria soberana. Desde 2000, Andorra ha participado en el Programa Fulbright de EE. UU. y colabora con los Estados Unidos en el intercambio de ingresos confiscados e instrumentos de crímenes.
No hay comercio o inversiones significativas entre las dos naciones. Andorra participa en el Programa de exención de visa estadounidense. El embajador de los Estados Unidos en España está acreditado en Andorra, sin embargo, el cónsul general estadounidense en Barcelona lleva a cabo las relaciones cotidianas con Andorra. Andorra está acreditada en los Estados Unidos por su Misión Permanente ante las Naciones Unidas con sede en Nueva York.